# Boulbon
Boulbon ist eine französische Gemeinde mit 1495 Einwohnern (Stand: 1. Januar 2016) im Département Bouches-du-Rhône der Region Provence-Alpes-Côte d’Azur. Sie gehört zum Arrondissement Arles, zum Kanton Châteaurenard und zur Communauté d’agglomération Arles-Crau-Camargue-Montagnette.

## Geografie

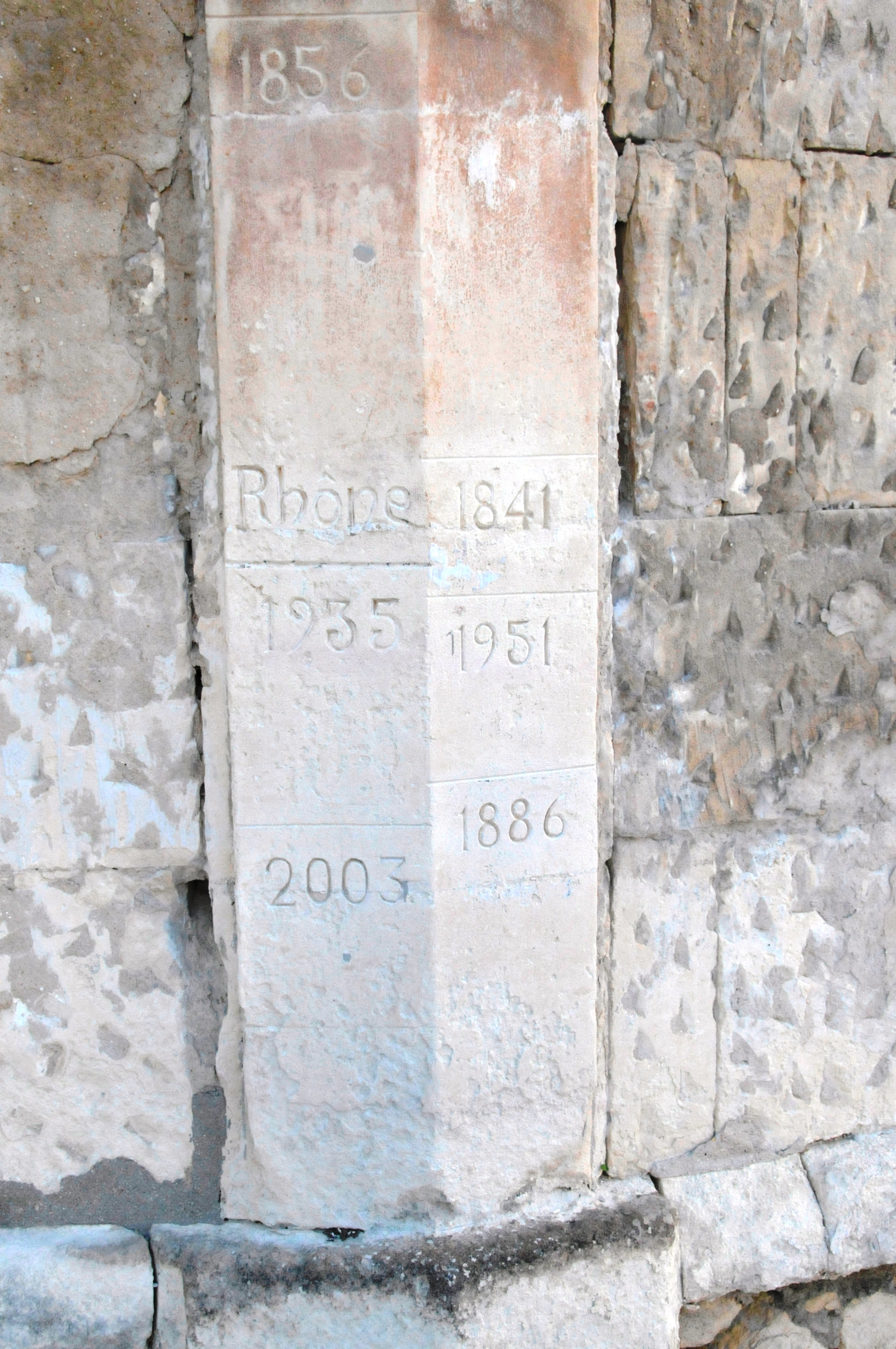
Hochwassermarken in Boulbon, Marktplatz

Die Gemeinde liegt 15 Kilometer südlich von Avignon und acht Kilometer nördlich von Tarascon. Die D 35 verbindet den Ort mit Avignon und Tarascon. Boulbon befindet sich direkt am westlichen Fuß der Hügelkette Montagnette. Die Nachbargemeinden von Boulbon sind Aramon im Norden, jenseits der Rhône, im Département Gard, Barbentane im Nordosten, Tarascon im Süden und Saint-Pierre-de-Mézoargues im Westen.
Der Ortskern mit der Place Gilles Leontin liegt in einer Höhe von 13 m ü.NN in einer Entfernung von 2 km vom Rhône-Ufer. Im Laufe der Geschichte wurde der Ort mehrmals von verheerenden Hochwassern heimgesucht, zuletzt im Dezember 2003, als der Marktplatz etwa 60 cm hoch überschwemmt war. Das höchste an einer Hauswand dokumentierte Hochwasser war im Jahre 1856, als die Hochwassermarke über 2 m über dem Gehweg lag. Nach 2003 hat man sich verstärkt dem Bau von Hochwasserschutzdämmen gewidmet, so dass seitdem kein Hochwasser mehr den Ort erreichte.

## Geschichte
Die ältesten gefundenen menschlichen Spuren (bearbeitete Feuersteine und Scherben) stammen aus dem 2. Jahrtausend vor Christus. Im Weiler Pas-de-Bouquet an der Gemeindegrenze von Boulbon und Tarascon befindet sich eine gallo-römische Fundstätte. Sie wurde im 5. Jahrhundert zerstört.
Das Dorf Boulbon wurde im Jahr 1003 erstmals erwähnt. Möglicherweise begannen die Mönche der Abtei Montmajour mit der Trockenlegung und Erschließung der sumpfigen Ebene, wobei zahlreiche Ansiedlungen gegründet wurden. Aus dieser Zeit stammt auch der Name des Ortes Boulbon, was in der Region etwa „Sumpftrockenlegung“ bedeutet. Andere Namen waren: Bourbon, lat. castrum de bulbono oder de burbono oder bolbo, provenz. Bourboun. Im Mittelalter war das Dorf eine Diözese von Avignon und unter dem Machtbereich der Grafen von Tarascon. Boulbon trug den Titel eines Vicomté und wurde mit Hilfe der Familie Oraison, eine der ältesten Familien der Provence, Grafschaft, was aus einem Schreiben von 1608 hervorgeht. Mit Datum vom 10. Januar 1609 wurde dies registriert, und wenige Jahre später wurde Boulbon der Familie Raousset übertragen.
Im Mittelalter war das Dorf von seiner befestigten Burg dominiert. Von der ehemaligen Befestigungsmauer, die sich um die Stadt zog, haben einige Segmente bis in die heutige Zeit überstanden.

## Politik
Bei den Präsidentschaftswahlen konnte der rechtsextreme Front National in Boulbon stets gute Ergebnisse erzielen. 2007 erhielt ihr Kandidat Jean-Marie Le Pen in Boulbon 20,6 % der Stimmen und war damit zweitstärkster Kandidat hinter Wahlsieger Nicolas Sarkozy, der auf 40,0 % kam. Die Sozialistin Ségolène Royal erhielt nur 13,3 % der Stimmen.
2002 hatte Le Pen mit 29,4 % sogar die meisten Stimmen im Ort geholt. Jacques Chirac erhielt damals nur 13,7 %, Sozialist Lionel Jospin kam nur auf 7,6 % der Stimmen.

## Bevölkerungsentwicklung
| Jahr      | 1962 | 1968 | 1975 | 1982 | 1990 | 1999 | 2008 | 2017 |
| Einwohner | 867  | 935  | 836  | 1042 | 1329 | 1510 | 1538 | 1495 |

## Brauchtum
- Alljährlich am 1. Juni um 19 Uhr findet in Boulbon la Procession des bouteilles, die „Flaschen-Prozession“, statt, an der ausschließlich Männer teilnehmen. Jeder ist mit einer Flasche Wein „bewaffnet“ und zieht in der Prozession hinter der Kirchenfahne und einer Figur des Hl. Marcellin zur Kapelle Saint-Marcellin. Dort wird eine feierliche Messe zelebriert, und der Priester segnet die Flaschen, woraufhin ein jeder ein Glas oder einen Schluck Wein trinkt. Der Brauch soll auf die Mönche von Montmajour zurückgehen.
- An jedem 4. August-Sonntag findet ein anderes Volksfest statt: die Saint-Eloi, ein festlicher Umzug zu Ehren des Hl. Eligius, an dem festlich geschmückte Karren mit zahlreichen ebenso geschmückten Pferden durch den Ort gezogen werden, begleitet von folkloristischen Gruppen und Frauen in der traditionellen provenzalischen Tracht.
- Ende September feiert man in Boulbon das Fest des Stier(kampf)-Clubs, la fête du club taurin. Bei diesem Fest findet ein Umzug statt, zu dem viele Boulbonner in historischer Kleidung auf Kutschen den von „Stierhirten“ begleiteten Stieren folgen.

## Sehenswürdigkeiten
- Burgruine, sie ist jedoch derzeit aus Sicherheitsgründen nicht zu betreten.
- Die Grand rue: Sie ist die längste und zugleich bedeutendste Straße der Ortschaft, schon seit Jahrhunderten.
  - Das alte Stadttor Porte Loriol (Lage) an der Place Victor Barbarin (benannt nach dem Vorsitzenden des Generalrates des Kantons Tarascon von 1961 bis 1973) ist eines der Stadttore in der früheren Stadtmauer und stammt aus dem Jahr 1253. Sie steht am nördlichen Ende der Grand rue.
  - Dort, auf der nördlichen Straßenseite, steht La Gardette, das Haus der früheren Wachposten, die die Tore bewachten, insbesondere bei Epidemien.
  - An der Ecke der Grand rue und der Rue du Four Banal befindet sich das ehemalige Backhaus der Herren des Ortes, in dem die Bewohner des Ortes ihr Brot gegen Gebühr backen durften.
  - Auf der anderen Straßenseite lag das frühere Justizgebäude (L'auditorium), La Maison Basse. La Maison Haute war das Schloss selbst. Hier befand sich auch eine Ölmühle und ein Garten, die beide Ende des 20. Jahrhunderts dem Neubau der Rue Neuve weichen mussten, die die Verbindung zur Rue de l’Église herstellte.
  - Wenige Meter weiter findet man auf der linken Seite eine Statue des Hl. Christophorus aus dem 14. Jahrhundert. Ihr gegenüber beginnt die Rue Saint-Christophe, bis 1810 mit dem zweiten Eingang zur Altstadt, der Porte Saint-Jaume. Es ist durchaus möglich, dass die Statue auch als eine Art Meilenstein für die Jakobspilger diente, die auf dem Weg von Italien nach Arles zur Via Tolosana waren.
  - In der Rue Saint-Christophe lag auch das Krankenhaus, in dem u. a. diese Pilger beherbergt wurden.
  - Die Grand rue mündet im Süden in die Place du Puit Neuf („Platz des neuen Brunnens“), von der wiederum die Rue du Portalet abzweigt, wo im 17. Jahrhundert ein kleines offenes Stadttor (portalet = „Törchen“) stand.
- Kirche Sainte-Anne (Lage): Die ehemalige Pfarrkirche, nur etwa 60 m von der Porte Loriol entfernt, wurde in den Jahren 1626 bis 1628 an der Stelle der romanischen Kapelle Saint-Sébastien errichtet. Sie war zu jener Zeit die zweite Pfarrkirche nach der`Église Saint-Marcellin und vor der Église Saint-Joseph und wurde seit 1875 nicht mehr benutzt. Der derzeitige Kirchturm stammt aus dem Jahre 1679. Durch Beschluss vom 14. Mai 1980 wurde die Kirche als Monument historique klassifiziert. 2009 wurde sie zum Centre Culturel Sainte-Anne. Der Torbogen des Haupteingangs ist mit Fruchttrauben und Engelsköpfen verziert. 1982 wurde bei Restaurierungsarbeiten ein großer Posten Porzellan entdeckt, der aus 200 sehr verschiedenen Teilen bestand und heute im Rathaus zu besichtigen ist. Alle Teile stammen aus dem Anfang des 17. Jahrhunderts. Der Grund, warum man diese Sammlung angelegt hat, ist unbekannt.
- Kapelle Saint-Marcellin (Lage), 11. Jahrhundert, am Friedhof. Die Kapelle gilt als eine der interessantesten romanischen Kapellen der Provence. Sie war bis 1628 Pfarrkirche des Ortes, bis sie in diesem Jahr als solche von der Église Sainte-Anne abgelöst wurde.
- Kapelle Saint-Julien (Lage), 12. Jahrhundert
- Le moulin Bonnet, die Windmühle von Boulbon, war die erste ihrer Art im Département und funktioniert noch heute. Sie ist einer der „Zwillinge der Montagnette“ (les jumeaux de la Montagnette). Der andere ist die „Mühle Berlandier“ (Lage). Obwohl die Jahreszahl 1748 im sich drehenden Mahlstein eingraviert ist – evtl. ein Wiedereinsatz des Mahlsteins aus einer anderen Mühle –, wurde die Mühle erst im Jahre 1776 von Jean Braye erbaut und von Antoine Bonnet wiederhergestellt. Von der „Mühle Berlandier“, die etwas unterhalb stand, ist heute nur noch der Turm erhalten. In der Nähe der Mühle Bonnet steht ein metallenes Kreuz auf einer Steinsäule. Es wurde im Jahre 1566 errichtet und im Jahre 2002 restauriert. Eine in der Montagnette einmalige Informationstafel wurde von den Schülern der Grundschule von Bourbon aufgestellt.[4]
- Abtei Saint-Michel-de-Frigolet in der Nähe des Ortes (auf dem Gemeindegebiet von Tarascon)
- L'oratoire de Saint-Éloi („Oratorium des Hl. Eligius“) (Lage): Das kleine Oratorium wurde im Jahre 2008 errichtet am Anfang des Parcours der Prozession la Saint-Éloi zum 30. Jahrestag des Festvereins.
- An der Grenze der Gemeindegebiete von Boulbon und Barbentane steht die Croix de Saint-Julien, ein großes Kreuz aus dem 14. Jahrhundert.
- Weitere romanische Kapellen in einem restaurationsbedürftigen Zustand sind
  - Chapelle Saint-Andiol
  - Chapelle Notre-Dame-de-la-Valette
  - Chapelle Saint-Christophe

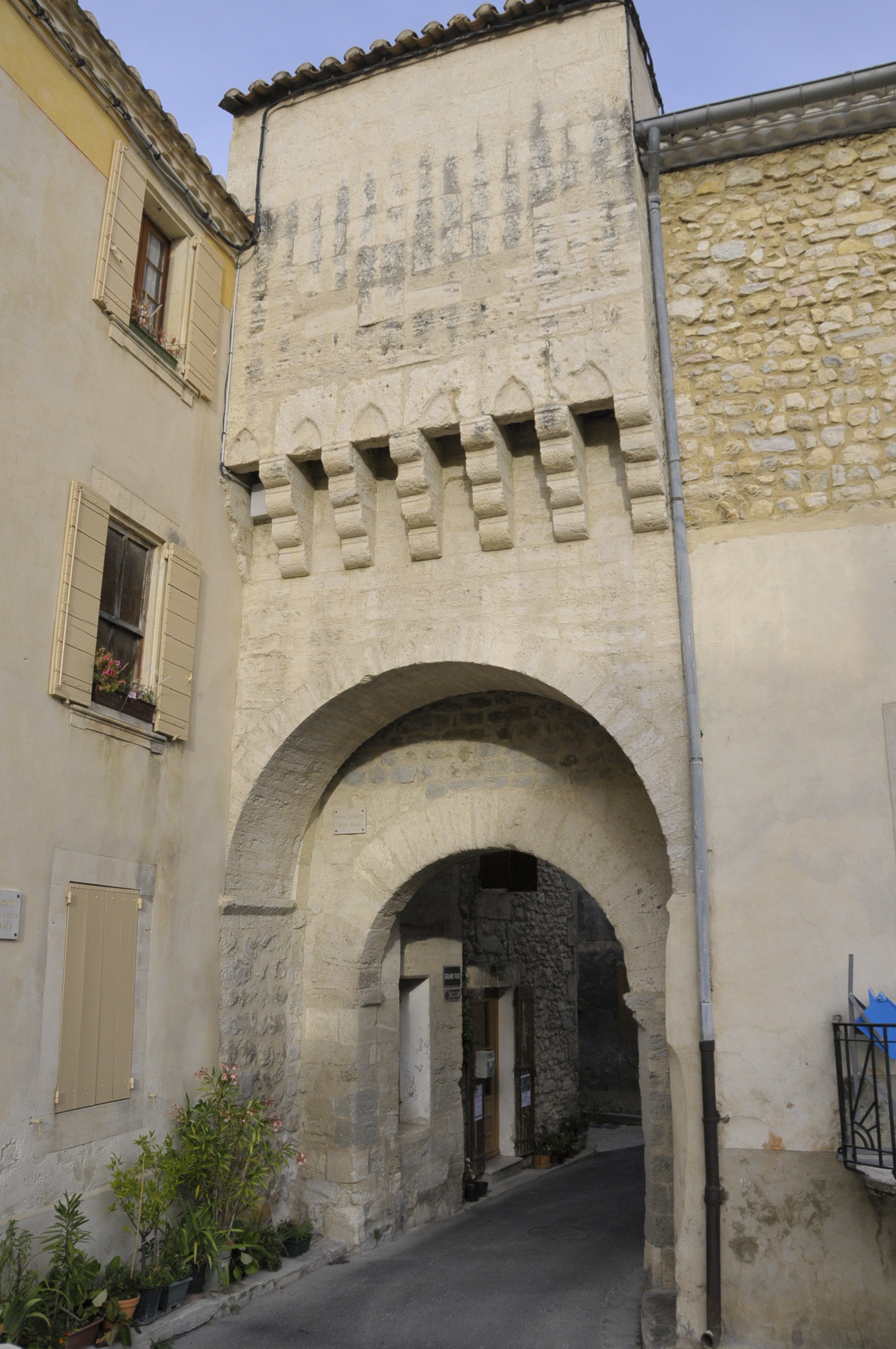
Porte Loriol von der Place Victor Barberin aus. Hinter dem Tor links befindet sich La Gardette
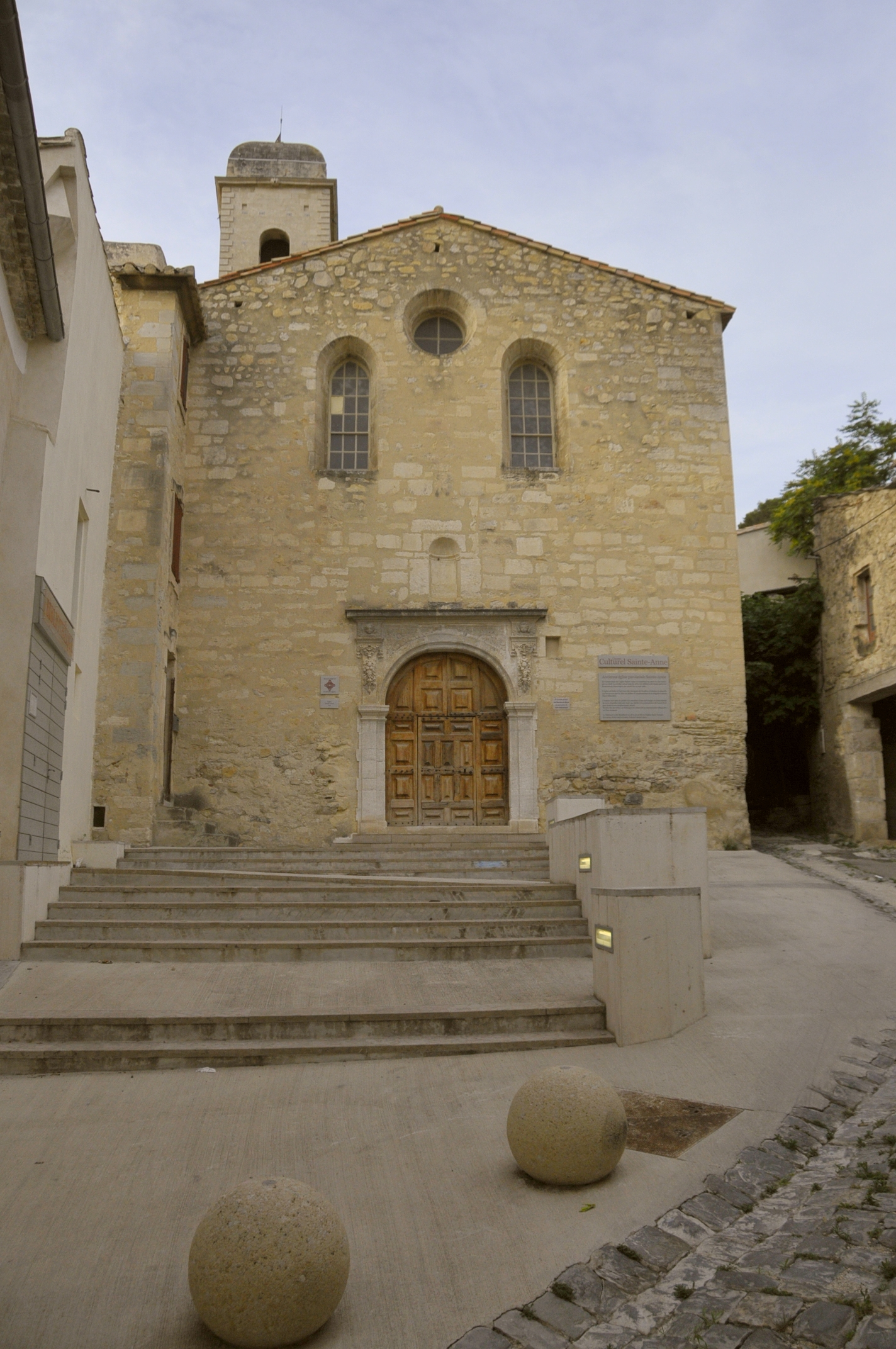
Église Sainte-Anne
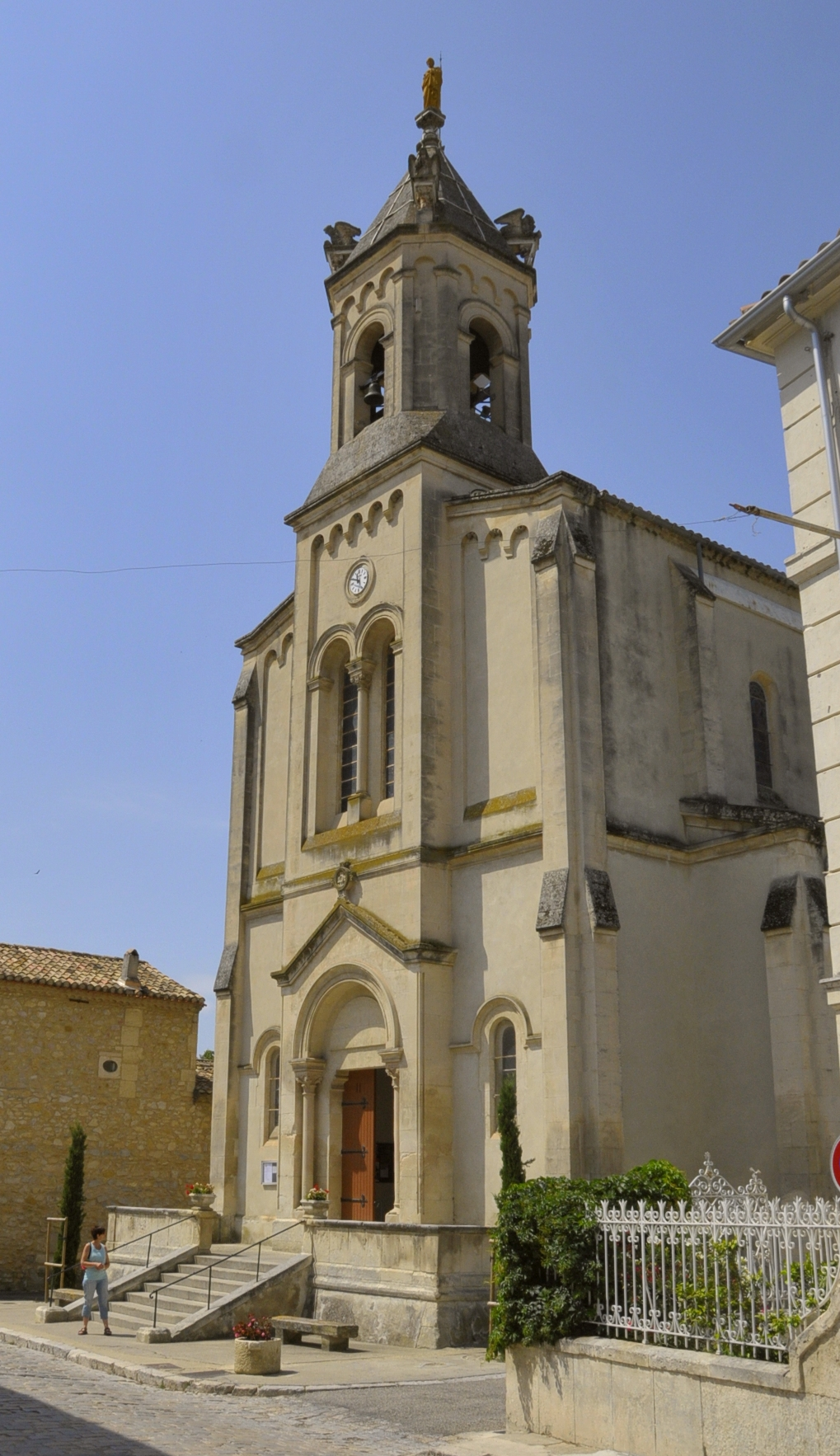
Hauptkirche St. Joseph in der Rue de l’Église
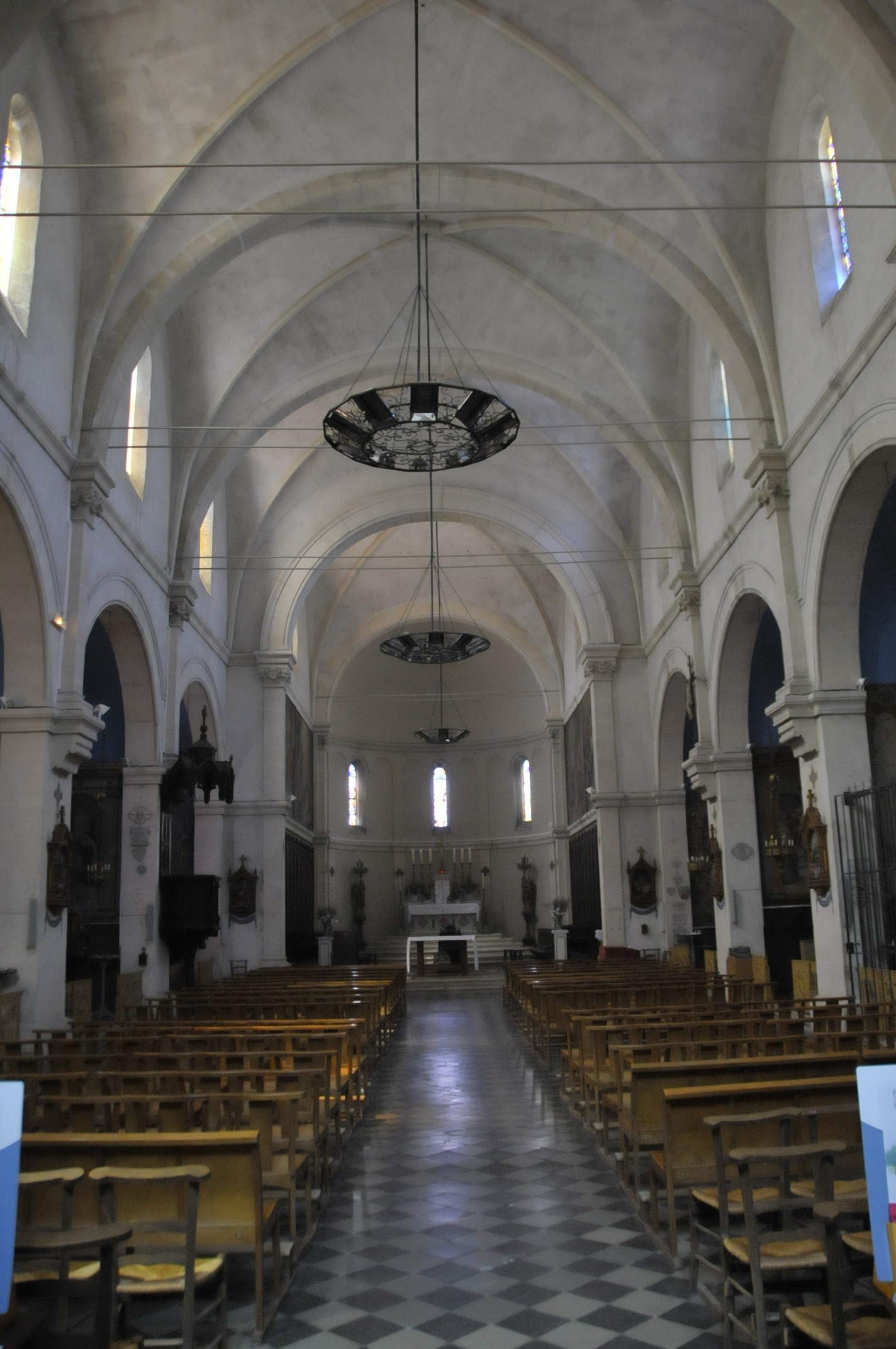
Inneres der Kirche St. Joseph
Christoph-Statue in der Grand rue
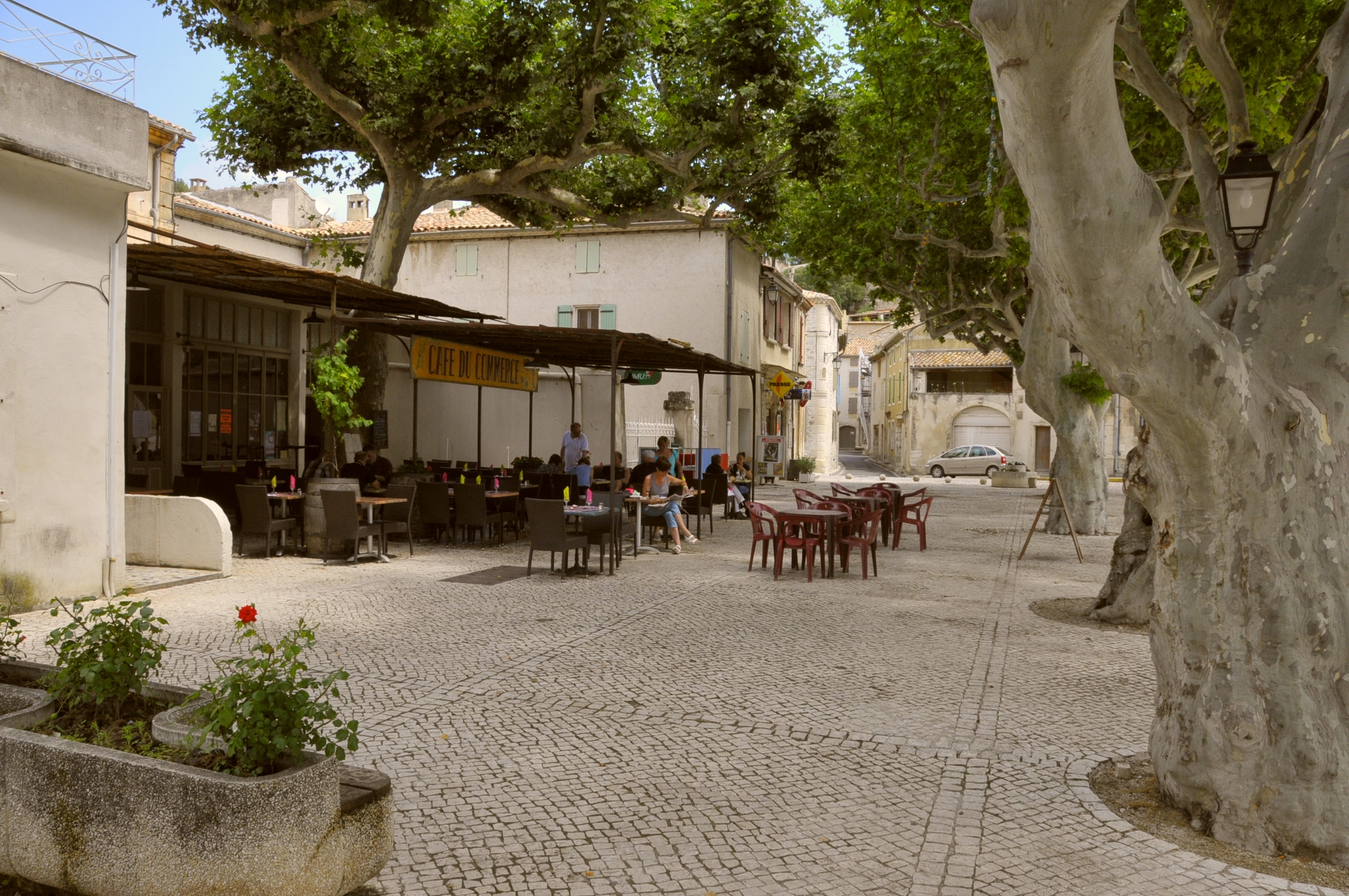
Place Gilles Leontin mit dem Café du Commerce

## Persönlichkeiten
- Jacques Bondon (* 6. Dezember 1927 in Boulbon; † 2. April 2008 in Coulommiers), Komponist
- Guillaume Poitevin (* 2. Oktober 1646 in Boulbon; † 26. Januar 1706 in Aix-en-Provence), Serpentbläser, Kapellmeister und Komponist.